# Praetaxila yaniya
Praetaxila yaniya är en fjärilsart som beskrevs av Hans Fruhstorfer 1914. Praetaxila yaniya ingår i släktet Praetaxila och familjen Riodinidae. Inga underarter finns listade i Catalogue of Life.